# 高橋義行 (実業家)
高橋 義行（たかはし よしゆき、1936年1月2日 - 2008年10月25日）は、日本の経営者。アシックス社長を務めた。大阪府出身。

## 来歴・人物
1958年に同志社大学商学部を卒業し、同年にオニツカ(のちのアシックス)に入社した。1972年3月に取締役に就任し、1981年9月に常務、1986年4月に専務、1992年4月に副社長を経て、1996年4月に社長に就任。2001年4月に取締役相談役に就任し、同年6月には相談役に就任。
2008年10月25日肝不全のために死去。72歳没。